# Nijedan pravi Škot
Nijedan pravi Škot (engl. No true Scotsman) predstavlja logičku pogrešku, koja nastaje kao ad hoc pokušaj održavanja neosnovanog stava. Kada se nađe kontraprimjer univerzalnoj tvrdnji („nijedan Škot ne bi uradio tako nešto“), umjesto da se porekne kontraprimjer ili odbaci originalna univerzalna tvrdnja, ova logička greška mijenja subjekta tvrdnje da se isključi pojedinačni slučaj, bez pozivanja na neko objektivno pravilo („nijedan pravi Škot ne bi uradio tako nešto“). Ova logička greška se može koristiti da bi se iznijeli nepotrebni zahtjevi.

## Primjeri
Jednostavan primjer ove greške:
Osoba A: „Nijedan Škot ne stavlja šećer u svoju kašu“.
Osoba B: „Ja sam Škot i ja stavljam šećer u svoju kašu“.
Osoba A: „Da, ali nijedan pravi Škot ne stavlja šećer u svoju kašu“.
Kao čest primjer političke primjene ove logičke greške je tvrdnja da „nijedna demokracija ne započinje rat“, a onda se prave razlike između zrelih ili „pravih“ demokracija, koje nikada ne započinju ratove, i „demokracija u nastajanju“, koje ih mogu započinjati.

## Podrijetlo
Uporabu ovog izraza je razradio britanski filozof Antony Flew: